# Piero Sanguineti
Piero Sanguineti (Genova, ... – Genova, ...; fl. XX secolo) è stato un dirigente sportivo italiano.
Socio della squadra di calcio Andrea Doria, Piero Sanguineti fece parte del gruppo che lavorò alla fusione con la Sampierdarenese.
Il 12 agosto 1946 firma l'atto costitutivo dell'Unione Calcio Sampdoria e viene eletto primo presidente della storia blucerchiata nel corso di una riunione del consiglio direttivo.
La sua nomina a Presidente fu avversata da Amedeo Rissotto (secondo presidente blucerchiato) che sosterrà sempre di essere stato il primo, riconoscendo a Sanguineti un incarico pro tempore e non definitivo.
Sanguineti, che lascia la carica di presidente nel marzo del 1947, attraversa gran parte della storia blucerchiata, diventando vicepresidente e, come dirigente, gestendo alcuni passaggi societari come l'ingresso di Glauco Lolli Ghetti. La tessera numero uno della Sampdoria fu emessa a suo nome.